# Municipio de Montgomery (condado de Woodford)
El municipio de Montgomery (en inglés: Montgomery Township) es un municipio ubicado en el condado de Woodford en el estado estadounidense de Illinois. En el año 2010 tenía una población de 2339 habitantes y una densidad poblacional de 24,92 personas por km².

## Geografía
Según la Oficina del Censo de los Estados Unidos, el municipio tiene una superficie total de 93.86 km², de la cual 93,73 km² corresponden a tierra firme y (0,14 %) 0,13 km² es agua.

## Demografía
Según el censo de 2010, había 2339 personas residiendo en el municipio de Montgomery. La densidad de población era de 24,92 hab./km². De los 2339 habitantes, el municipio de Montgomery estaba compuesto por el 97,31 % blancos, el 0,51 % eran afroamericanos, el 0,34 % eran amerindios, el 0,64 % eran asiáticos, el 0,21 % eran de otras razas y el 0,98 % eran de una mezcla de razas. Del total de la población el 1,24 % eran hispanos o latinos de cualquier raza.